# Rönök, Vas
Rönök  este un sat în districtul Szentgotthárd, județul Vas, Ungaria, având o populație de 424 de locuitori (2011). 

## Demografie
Componența etnică a satului Rönök
     Maghiari (85,94%)
     Germani (9,11%)
     Romi (4,17%)
     Sloveni (0,78%)
Componența confesională a satului Rönök
     Fără religie (2,36%)
     Necunoscută (95,99%)
     Alte religii (1,65%)
Conform recensământului din 2011, satul Rönök avea 424 de locuitori. Din punct de vedere etnic, majoritatea locuitorilor (85,94%) erau maghiari, existând și minorități de germani (9,11%) și romi (4,17%). Nu există o religie majoritară, locuitorii fiind  și persoane fără religie (2,36%). Pentru 95,99% din locuitori nu este cunoscută apartenența confesională.